# زكريا مرادي
زكريا مرادي (بالفارسية: زکریا مرادی) هو لاعب كرة قدم إيراني في مركز نصف الجناح، ولد في 14 أغسطس 1998 في كرج في إيران. لعب مع نادي استقلال طهران.

## وصلات خارجية
- زكريا مرادي على موقع قاعدة بيانات كرة القدم.إي يو (الإنجليزية)
- زكريا مرادي على موقع Soccerway.com (الإنجليزية)